# Лорейн
Лоре́йн (англ. Lorain) — город в округе Лорейн, штата Огайо, США. Расположен западнее Кливленда, на берегу озера Эри. В городе находится завод Ford Motor Company, прекративший производство 14 декабря 2005 года.

## География
По данным Бюро переписи населения США Лорейн имеет площадь 62,8 квадратных километра, из которых 62,2 км² занимает земля, а 0,6 км² (0,95 %) — вода.

## Население
| Год переписи | Нас.  |  | %±     |
| ------------ | ----- |  | ------ |
| 1880         | 1595  |  | —      |
| 1890         | 4863  |  | 204,9% |
| 1900         | 16028 |  | 229,6% |
| 1910         | 28883 |  | 80,2%  |
| 1920         | 37205 |  | 28,8%  |
| 1930         | 44512 |  | 19,6%  |
| 1940         | 44125 |  | −0,9%  |
| 1950         | 51202 |  | 16%    |
| 1960         | 68932 |  | 34,6%  |
| 1970         | 78185 |  | 13,4%  |
| 1980         | 75416 |  | −3,5%  |
| 1990         | 71245 |  | −5,5%  |
| 2000         | 68652 |  | −3,6%  |
| 2010         | 64097 |  | −6,6%  |
| 2015         | 63730 |  | −0,6%  |

В 2010 году на территории города проживало 64 097 человек (из них 47,5 % мужчин и 52,5 % женщин), насчитывалось 25 529 домашних хозяйств и 16 368 семей. На территории города было расположено 29 144 построек со средней плотностью 475,4 построек на один квадратный километр суши. Расовый состав: белые — 67,9 %, коренные американцы — 0,5 %, афроамериканцы — 17,6 %.
Население города по возрастному диапазону по данным переписи 2010 года распределилось следующим образом: 26,7 % — жители младше 18 лет, 4,1 % — от 18 до 21 года, 55,3 % — от 21 до 65 лет и 13,9 % — в возрасте 65 лет и старше. Средний возраст населения — 36,8 лет. На каждые 100 женщин в Лорейне приходилось 90,5 мужчин, при этом на 100 совершеннолетних женщин приходилось уже 86,6 мужчин сопоставимого возраста.
Из 25 529 домашних хозяйств 64,1 % представляли собой семьи: 37,1 % совместно проживающих супружеских пар (13,5 % с детьми младше 18 лет); 21,0 % — женщины, проживающие без мужей, 6,1 % — мужчины, проживающие без жён. 35,9 % не имели семьи. В среднем домашнее хозяйство ведут 2,48 человека, а средний размер семьи — 3,09 человека. В одиночестве проживали 30,8 % населения, 11,5 % составляли одинокие пожилые люди (старше 65 лет).

## Экономика
В 2015 году из 49 249 человек старше 16 лет имели работу 25,513. В 2014 году средний доход на семью оценивался в 42 702 $, на домашнее хозяйство — в 35 042 $. Доход на душу населения — 18 921 $ в год, при этом мужчины имели медианный доход в 40 347 долларов США в год против 30 574 долларов среднегодового дохода у женщин..